# Universidade do Estado de Minas Gerais
L'université d'État de Minas Gerais (en portugais : Universidade do Estado de Minas Gerais ou UEMG) est une université publique de la ville de Belo Horizonte, à Minas Gerais, au Brésil.